# Stockholm Exiles Rugby Football Club
Actualités
Le Stockholm Exiles RFC est un club suédois de rugby à XV.

## Histoire
Le club a été fondé en 1963 . Il remporte son premier championnat de Suède de rugby à XV en 1966 chez les hommes, en 1993 chez les femmes.

## Palmarès

### Championnat de Suède masculin
- 1966
- 1972
- 1989
- 2002
- 2004
- 2005
- 2008
- 2010
- 2012
- 2013
- 2014
- 2015
- 2016
- 2017